# Streblosoma uncinatus
Streblosoma uncinatus är en ringmaskart som beskrevs av Kudenov 1975. Streblosoma uncinatus ingår i släktet Streblosoma och familjen Terebellidae. Inga underarter finns listade i Catalogue of Life.